# Olof Andersson (1843–1923)
Olof Andersson, född 17 mars 1843 i Eda församling, Värmlands län, död 9 oktober 1923 i Eda församling, Värmlands län, var en svensk folkmusiker.

## Biografi
Olof Andersson föddes 1843. Han var son till spelmannen Anders Andersson (1800–1875). Olof Andersson började i unga år att spela fiol som han tillverkat själv. Han kom bland annat i kontakt med spelmannen Olof Persson "Ola i Nygård" i Västby och spelmannen Stampa Lars i Gårdsås, Gunnarskogs socken. Olof Andersson deltog i spelmanstävlingen i Arvika 1908 och vann där första pris. Han avled 1923.

## Upptecknade låtar
1908 upptecknade Nils Andersson följande låtar efter Olof Andersson:
- Halling i D-dur.[3]
- Polska i A-dur.[3]
- Polska i A-dur.[3]
- Polska i D-dur.[3]
- Polska "Puta värstinn hå hå" i F-dur, efter Anders Andersson.[3]
- Brudmarsch i F-dur, efter Rydstedt, Sunne socken.[3]
- Brudmarsch i D-dur, efter Anders Andersson.[3]
- Polska i A-dur.[3]
- Polska i D-dur.[3]
- Polska i D-dur.[3]
- Polska i D-dur, efter Anders Andersson.[3]
- Polska i D-dur.[3]
- Polska i D-dur.[3]
- Polska i G-dur, efter Olof Persson, Västby.[3]
- Vals i A-dur.[3]